# Бужи (Кальвадос)
Бужи́ (фр. Bougy) — коммуна во Франции, находится в регионе Нижняя Нормандия. Департамент коммуны — Кальвадос. Входит в состав кантона Эвреси. Округ коммуны — Кан.
Код INSEE коммуны — 14089.

## Население
Население коммуны на 2010 год составляло 445 человек.
| 1962 | 1968 | 1975 | 1982 | 1990 | 1999 | 2010 |
| ---- | ---- | ---- | ---- | ---- | ---- | ---- |
| 124  | 115  | 120  | 148  | 256  | 256  | 445  |

## Экономика
В 2010 году среди 284 человек трудоспособного возраста (15—64 лет) 228 были экономически активными, 56 — неактивными (показатель активности — 80,3 %, в 1999 году было 73,7 %). Из 228 активных жителей работали 213 человек (103 мужчины и 110 женщин), безработных было 15 (12 мужчин и 3 женщины). Среди 56 неактивных 26 человек были учениками или студентами, 19 — пенсионерами, 11 были неактивными по другим причинам.